# ماونت ایدا (کامیونیتی)، ویسکانسین
ماونت ایدا (به انگلیسی: Mount Ida) یک منطقهٔ مسکونی در ایالات متحده آمریکا است که در شهرستان گرنت، ویسکانسین واقع شده‌است. ماونت ایدا ۳۶۷٫۹ متر بالاتر از سطح دریا واقع شده‌است.